# Tatsuya Yamada
Tatsuya Yamada (Japón, 6 de marzo de 1976) es un gimnasta artístico japonés medallista de bronce mundial en 2003 en el concurso por equipos.

## Carrera deportiva
En el Mundial celebrado en Anaheim (Estados Unidos) en 2003 gana en la competición por equipos, tras China y Estados Unidos, siendo sus compañeros: Takehiro Kashima, Hiroyuki Tomita y Naoya Tsukahara.